# 戦闘旗

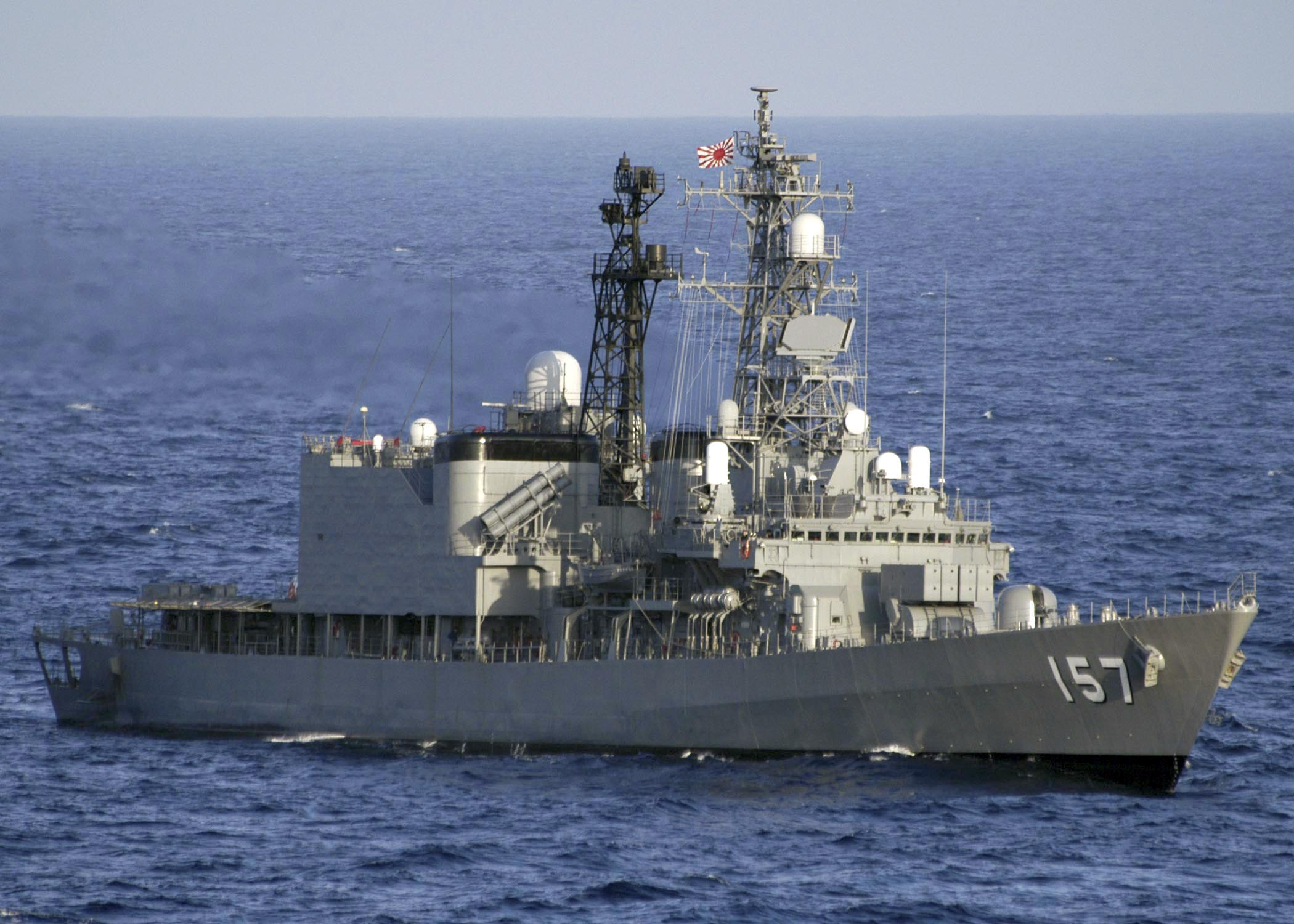
メインマストに戦闘旗を掲揚した「さわぎり」（海上自衛隊）

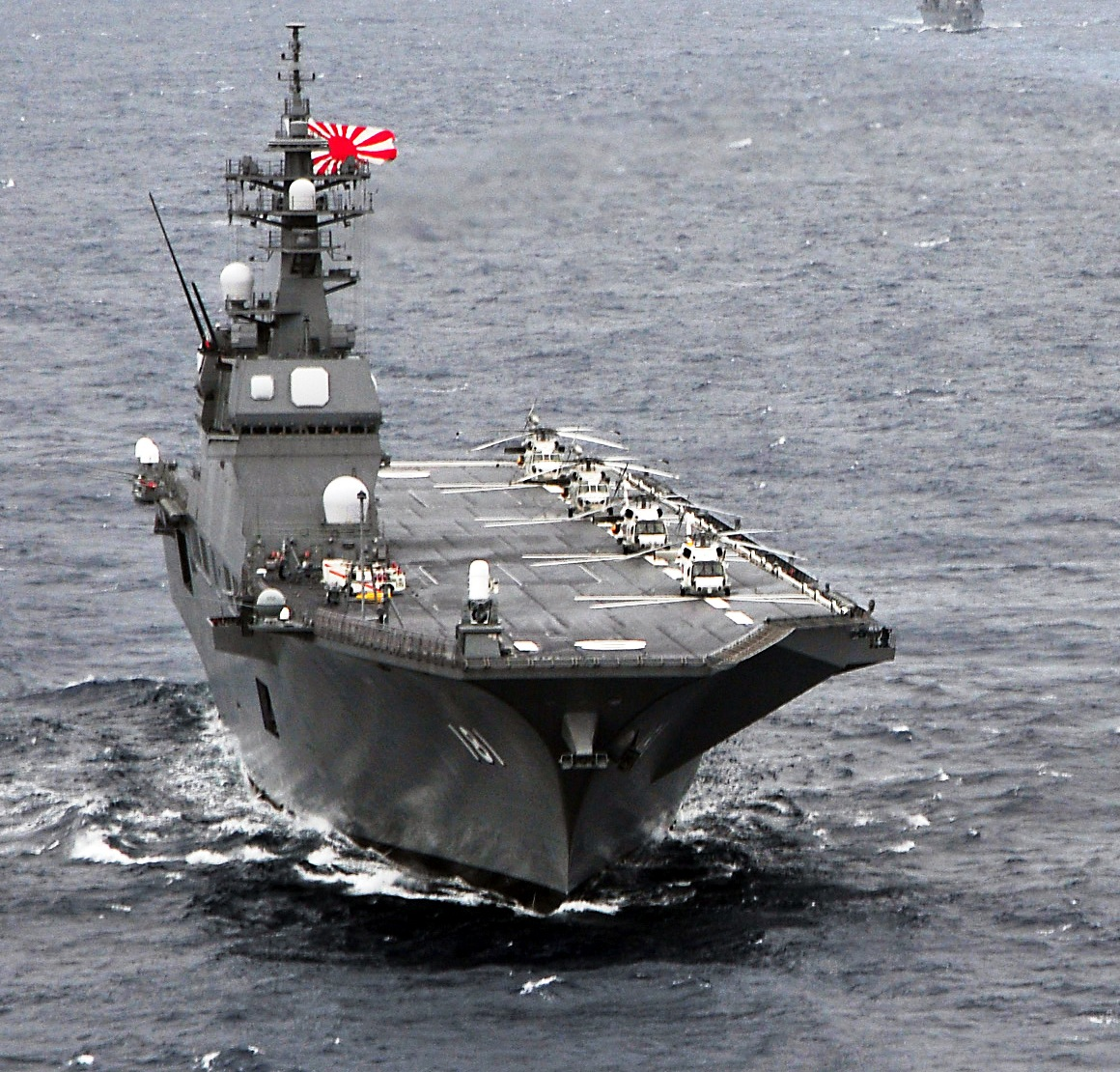
メインマストに戦闘旗を掲揚した「ひゅうが」（海上自衛隊）

戦闘旗（せんとうき Battle ensign）は、戦闘状態にあることを示すために、軍艦のマストに掲揚される軍艦旗および、その掲揚された状態を意味する。

## 概要
軍艦旗（ensign）は、各海軍の所属艦船であることを示す旗章であり、平時の航海時には艦尾ないし斜桁（ガフ）に掲揚している。
他方、近世の海戦時においては近距離での戦闘が主であり、掲げられた旗により敵味方の識別を行った。敵味方の識別を容易にするほか、乱戦や濃霧、火砲による爆煙による視界不良時でもできる限り識別しやすくするために、戦闘時には（メイン）マストに旗を掲げるようになった。これが戦闘旗であり、このため、通例大型の旗が用いられる。具体的な例として17-18世紀の大英帝国海軍の軍艦には縦6m横12mの戦闘旗が付けられていた。戦闘旗を掲げている限り、その軍艦は戦闘状態にあるとみなされる。軍艦が戦闘に負けて降伏する場合、その意思を示すものとして戦闘旗をマストから降ろすことが行われる。通例、軍艦は戦闘旗を複数掲げることで、戦闘中に旗が弾丸を受けて無くなり、相手方に降伏したものと誤解されることを防いでいる。
部隊が敗北してもなお、完全に無力化されるまで徹底的に抗戦するという意思を表すために戦闘旗を掲げ続けることもある。例として、第二次世界大戦中にドイツ海軍の戦艦「ビスマルク」は、イギリス海軍によって追撃され全火砲が破壊された後、さらに沈没する時にもマストには戦闘旗がはためいていた。
戦闘旗は兵員の士気を高める大切な要素であり、敬意を持って掲揚される。通例、艦船が撃破され総員退去（退艦）命令が下されると、戦闘旗は沈没前に撤収され、生存している最も上位かつ先任の士官（先任将校。最低でも少尉）に託される。
軍艦旗ではなく、国旗を戦闘旗として用いるケースもある。アメリカ軍の規定においては、平時の航海時は昼間に国旗を斜桁（ガフ、gaff）、斜桁がない場合はメインマストなどに掲揚するとし、戦時においては同じマストにおいて夜間にも掲揚するとされている。
このほか、特別な戦闘旗が掲げられることもある。例として、1813年のエリー湖の戦いで米国海軍の船に取り付けられていたものがそれである。

## 例

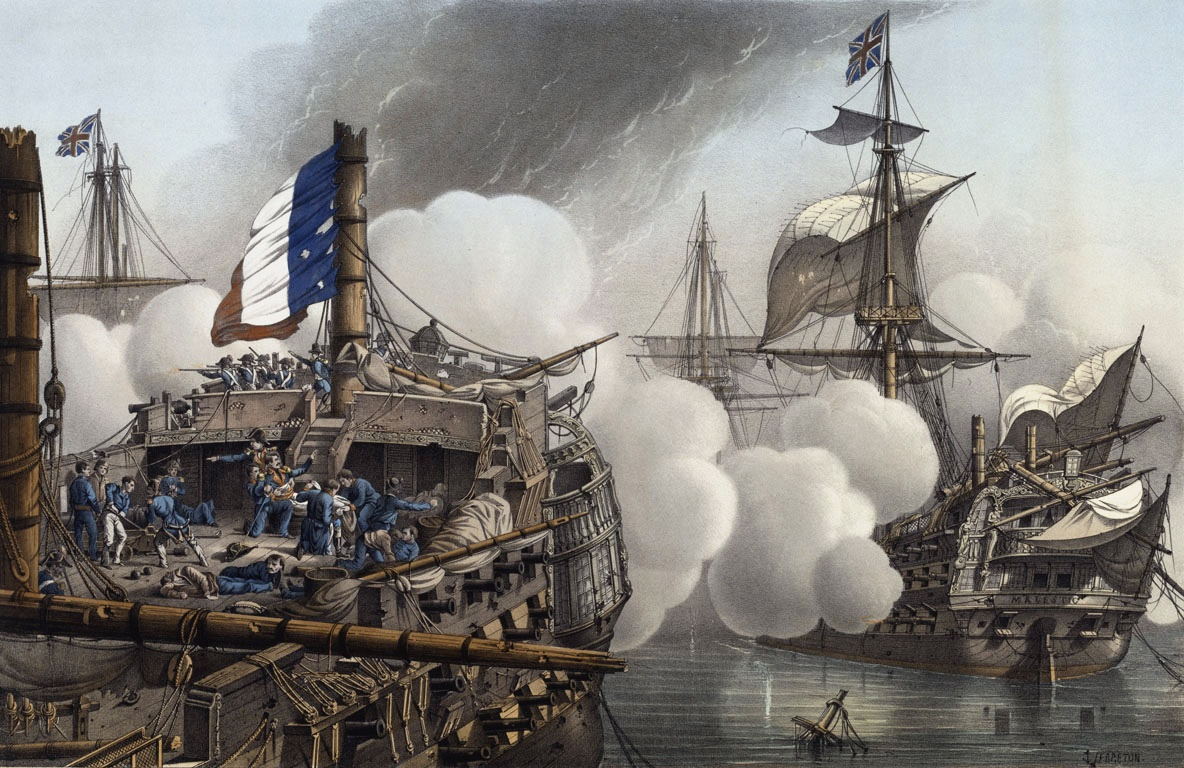
1798年のナイルの海戦

アメリカ合衆国メリーランド州アナポリスの海軍兵学校にはアメリカ海軍の戦闘旗、さらには他国との戦闘で鹵獲した戦闘旗が展示されている。しかし、真珠湾攻撃の際、日本の海軍航空隊によって撃沈された戦艦「アリゾナ」の戦闘旗は回収時、重油まみれで「使い物にならない」とされ、誰も保存することを考えることなく焼却処分されてしまった。
このほか、イギリスの国立海軍博物館にも戦闘に勝利して相手艦から鹵獲した旗が展示されている。
海上自衛隊では、海上自衛隊旗章規則（昭和30年12月27日海上自衛隊訓令第44号）第15条の2第1項で「法第76条第1項の規定により出動を命ぜられた自衛艦が武力を行使する場合には、自衛艦旗をメインマストに掲揚するものを例とする。」と定めており、これが戦闘旗に当たる。なお、自衛艦は平時は自衛艦旗を艦尾に掲げているが、有事または訓練において合戦準備が下令された場合、戦闘に邪魔となる旗竿を倒すため、メインマストに自衛艦旗を掲揚する。